# Kaspierowska Ikona Matki Bożej
Kaspierowska Ikona Matki Bożej – cudowna ikona Matki Bożej. 

## Opis
Ikona przedstawia Matkę Bożą tulącą Dzieciątko Jezus do swojej twarzy. Jest ona wyraźnie większa od twarzy Dzieciątka, Matka Boża ma głowę nakrytą chustą. Ustawienie postaci (w lewą lub w prawą stronę) jest różne zależnie od wariantu ikony. 

## Historia
Pierwsze informacje o ikonie datują się z końca XVI stulecia, kiedy miała zostać przywieziona z Siedmiogrodu przez nieznanego z nazwiska Serba, który zamieszkał w guberni chersońskiej. Ikona przechodziła z pokolenia na pokolenie w jego rodzinie; w 1809 stała się własnością Julianny Joannowny Kaspierowej, właścicielki majątku Iwano-Iwanowsk. W 1840 w czasie nocnej modlitwy przed podniszczonym wizerunkiem Kaspierowa stwierdziła, że nigdy nie konserwowana ikona samoistnie odnowiła się. Wizerunek szybko stał się celem pielgrzymek, była przechowywana we wsi Kaspierowka, jednak w okresie wybranych świąt była przenoszona do cerkwi w Chersoniu, Nikołajewsku i Odessie. Modlitwy przed nią miały przyczynić się do uratowania Odessy od zniszczeń w czasie wojny krymskiej. Jednak już wcześniej, w 1840, Święty Synod Rosyjskiego Kościoła Prawosławnego uznał ikonę za cudowną na mocy szeregu cudownych wydarzeń, jakie miały mieć przed nią miejsce.
Obecnie (pocz. XXI w.) wizerunek wystawiony jest dla kultu w soborze Zaśnięcia Matki Bożej w Odessie, a w dniu Zstąpienia Ducha Świętego przewożony do soboru Świętego Ducha w Chersoniu.

## Święta
Dni wspomnienia w Kościele Prawosławnym:
- 29 czerwca/12 lipca
- 1/14 października